# Винец (община Рогашка Слатина)
Вижте пояснителната страница за други значения на Винец.
Винец (на словенски: Vinec) е село в Словения, Савински регион, община Рогашка Слатина. ССпоред Националната статистическа служба на Република Словения през 2002 г. селото има 23 жители.